# Arni, Nagamangala
Arni là một làng thuộc tehsil Nagamangala, huyện Mandya, bang Karnataka, Ấn Độ.